# 1990
 For alternative betydninger, se 1990 (Love Shop-album).
| 1990                                                                     |
| ------------------------------------------------------------------------ |
| Dødsfald - Fødsler                                                       |
| • Begivenheder • Film • Litteratur • Musik • Politik • Sport • Videnskab |

| Gregoriansk kalender | 1990 MCMXC              |
| Ab urbe condita      | 2743                    |
| Armensk kalender     | 1439 ԹՎ ՌՆԼԹ            |
| Kinesiske kalender   | 4686 – 4687 己巳 – 庚午 |
| Etiopisk kalender    | 1982 – 1983             |
| Jødisk kalender      | 5750 – 5751             |
| Hindukalendere       |                         |
| - Vikram Samvat      | 2045 – 2046             |
| - Shaka Samvat       | 1912 – 1913             |
| - Kali Yuga          | 5091 – 5092             |
| Iransk kalender      | 1368 – 1369             |
| Islamisk kalender    | 1411 – 1412             |

Regerende dronning i Danmark: Margrethe 2. 1972-2024
Se også 1990 (tal)

## Begivenheder

### Januar
- 2. januar – TV 2/Lorry gik i luften for første gang.
- 2. januar – Panamas leder, general Manuel Noriega, overgav sig til amerikanske styrker, der overførte ham til et amerikansk fængsel, sigtet for narkohandel.
- 7. januar – Det Skæve Tårn i Pisa bliver lukket for turister, fordi hældningen er blevet for faretruende
- 7. januar – Under titlen "Hjælp Østeuropa" afholder Danmarks Radio og TV 2 et fælles tv-show i Tivolis Koncertsal. Der bliver indsamlet 18,7 mio. kroner.
- 10. januar – Panamas diktator Manuel Noriega overgiver sig til de amerikanske militærmyndigheder i Panama City.
- 13. januar – DSB indsætter det første IC3-tog.
- 13. januar – en pogrom i Aserbajdsjans hovedstad Baku, koster 132 armeniere livet.
- 13. januar – Douglas Wilder bliver indsat i staten Virginia som USA's første folkevalgte sorte guvernør.
- 15. januar – i Bulgarien afskaffer regeringen det kommunistiske partis 44-årige monopol
- 26. januar - et voldsomt stormvejr over det nordvestlige Europa koster over 100 døde. Især Storbritannien bliver hårdt ramt - det er det værste uvejr, der har ramt de britiske øer i det 20. århundrede. Stormen koster fire danske søfolk livet
- 31. januar - den første russiske McDonald's åbner i Moskva

### Februar
- 2. februar - Apartheid: Sydafrikas præsident F.W. de Klerk ophæver forbuddet mod African National Congress og lover at løslade Nelson Mandela
- 8. februar - Baltica Finans køber Københavns Idrætspark.
- 11. februar – Nelson Mandela løslades, efter 27 år som indespærret, fra Victor Verster fængslet, nær Cape Town i Sydafrika
- 19. februar - de østtyske myndigheder begynder for alvor at rive Berlinmuren ned. Siden de første sten var blevet revet ud af muren den 9. november 1989, havde der fundet omfattende souvenirhandel sted
- 24. februar - Danmark sætter varmerekord i februar med 15,8 °C målt i København

### Marts
- 11. marts – Litauen erklærer sin uafhængighed fra Sovjetunionen
- 13. marts - Sovjetunionens folkekongres afskaffer kommunistpartiets magtmonopol, som havde bestået i 73 år. Grundlovsændringen, som baner vej for et flerpartisystem, bliver vedtaget med 1.771 stemmer mod 164. 74 undlader at stemme. Samtidig bliver det besluttet at give præsidentembedet større magtbeføjelser, og Mikhail Gorbatjov bliver valgt til den nye præsidentpost
- 15. marts - Mikhail Gorbatjov blev valgt til præsident i Sovjetunionen
- 21. marts - Namibia, Afrikas sidste koloni, bliver selvstændig
- 31. marts -  Omkring 200.000 demonstranter går på gaderne i London i protest mod Storbritanniens kopskat

### April
- 4. april - den belgiske regering erklærer kong Baudouin 1. uegnet til at styre, fordi han nægter at undertegne abortloven
- 4. april - Lars Larsen, Jysk Sengetøjslager, opretter Larsen Rejser A/S
- 7. april – en brandkatastrofe på passagerfærgen Scandinavian Star, der var på vej fra Oslo til Frederikshavn koster 158 af de 482 ombordværende livet
- 10. april - Nationalbanken udsender 20-krone mønt og en ny 5-krone
- 24. april - det avancerede Hubble-teleskop (pris: 10 mia. kr) sendes i kredsløb om Jorden af rumfærgen Discovery fra Kennedy Space Center
- 25. april - Hubble-rumteleskopet bliver sendt i kredsløbet om jorden
- 25. april - den vesttyske socialdemokratiske kanslerkandidat Oskar Lafontaine bliver under et vælgermøde i Köln stukket ned af en kvinde
- 29. april - nedbrydningen af Muren ved Brandenburger Tor påbegyndes

### Maj
- 2. maj - den hollandske koncern Phillips overtager en fjerdedel af aktierne i det danske Bang & Olufsen, oplyses det af Bang og Olufsen. Aktierne koster Phillips 340 millioner kr.
- 4. maj - Letland erklærer sig selvstændig
- 5. maj - i Bonn åbnes det første firepagtsmøde, der skal bane vejen for et forenet Tyskland
- 7. maj - Letlands parlament erklærer sig uafhængig af Sovjetunionen
- 8. maj - Statsminister Poul Schlüter accepterer dommerundersøgelse af justitsminister Erik Ninn-Hansens embedsførelse i Tamilsagen
- 15. maj - den svenske Riksdag beslutter at gå ind for en øresundsbro mellem Malmø og København
- 16. maj - Sydafrikas regering beslutter at afskaffe raceadskillelse på hospitaler og skoler
- 20. maj - cirka 2 millioner mennesker ud over Kina protesterer mod dødsstraf
- 22. maj - Yemen genforenes i et land
- 22. maj - demokratiske protester i Zaire resulterer i 50 døde
- 28. maj - Samsø får eget postnummer: 8305
- 29. maj - den russiske folkekongres vælger Boris Jeltsin til formand for den øverste sovjet i Russiske SFSR

### Juni
- 1. juni - i Moskva underskriver Ronald Reagan og Michail Gorbatjov aftale om ophør af produktion af kemiske våben
- 8. juni - det første frie valg i Tjekkoslovakiet siden 1946 vindes af Borgerforum
- 8. juni - de seks tiltalte i Blekingegade-sagen anklages kollektivt for mordet på en ung politibetjent
- 9. juni - Ruslands parlament indfører pressefrihed og ophæver statens monopol på radio og tv
- 13. juni - den officielle fjernelse af Berlinmuren indledes
- 20. juni - den britiske premierminister John Major foreslår indførelse af en ny europæisk møntenhed, ECU
- 20. juni - Asteroiden Eureka opdages
- 21. juni - omkring 40.000 omkommer, da den nordvestlige del af Iran rammes af det værste jordskælv i landets historie. Skælvet blev målt til mellem 7,2 og 7,7 på Richterskalaen
- 25. juni - i Dublin enes EF's regeringschefer om en traktatændring, som baner vej for en europæisk union
- 28. juni - Ion Iliesco tages i ed som præsident i Rumænien
- 28. juni - efter 42 års kommunistisk styre får Tjekkoslovakiet sin første demokratisk valgte regering med premierminister Marian Calfa i spidsen

### Juli
- 5. juli - Tjekkoslovakiets parlament genvælger med stort flertal Vaclav Havel som præsident
- 16. juli – Malta søger under ledelse af premierminister Edward Fenech Adami om optagelse i det Europæiske Fællesskab
- 27. juli – Produktionen af den legendariske Citroën 2CV indstilles efter en produktion på 3.868.631 personbilsudgaver og 1.246.335 varebilsudgaver siden 1948. Den definitivt sidste bil, som forlader fabrikken i Portugal, er en grå 2CV6 Charleston.

### August
- 2. august – Irak invaderer Kuwait, hvilket fører til Golfkrigen 1991
- 6. august - FN's sikkerhedsråd vedtager en global handelsembargo mod Irak efter landets invasion af Kuwait
- 9. august - FNs Sikkerhedsråd vedtager en enstemmig erklæring om at Iraks besættelse og indlemmelse af Kuwait er i strid med international folkeret, og at Irak derfor straks skal indlede tilbagetrækning
- 19. august - Leonard Bernstein dirigerer sin sidste koncert
- 23. august - Armenien erklærer sin selvstændighed fra Sovjetunionen
- 28. august - Irak erklærer, at Kuwait er en irakisk provins

### September
- 1. september - 16 danske kvinder og børn, som har været holdt gidsler i Irak, får rejsetilladelse
- 4. september - Nord- og Sydkoreas premierministre mødes i Seoul til det første møde på topniveau. Mødets emne er mere åbenhed mellem de to stater
- 9. september - George H.W. Bush og Mikhail Gorbatjov kræver efter et topmøde i Helsingfors de irakiske styrker ud af Kuwait
- 10. september - A.P. Møller tilbyder USA transport af militærudstyr til brug i Golfkrigen
- 20. september - Sydossetien erklærer sig uafhængig af Georgien
- 27. september - Storbritannien genoptager diplomatiske forbindelser med Iran
- 28. september - Den danske stat sælger Statsanstalten for Livsforsikring til Baltica for 3,4 milliarder kroner

### Oktober
- 1. oktober - for de danske billister bliver tændte lygter obligatorisk hele døgnet for alle motorkøretøjer
- 3. oktober – 11 måneder efter at Berlinmuren faldt genforenes de to Tysklande
- 5. oktober - Justitsminister Hans Engell (C) giver 6 hoteller tilladelse til at drive kasino fra den 1. januar 1991. 41 havde søgt om tilladelse – men de resterende fik afslag
- 5. oktober - den første levertransplantation i Danmark foretages på Rigshospitalet
- 8. oktober - mindst 21 palæstinensere bliver dræbt og cirka 250 arresteret under alvorlige uroligheder i Jerusalem. Urolighederne starter, da jødiske fanatikere marcherer mod en moské, og palæstinensere kaster sten mod dem. Det israelske politi bruger først tåregas og gummikugler, men skyder senere med skarpt. Det er de blodigste og mest dramatiske begivenheder i Jerusalem siden Seksdageskrigen i 1967. FN's sikkerhedsråd fordømmer israelernes brutalitet.
- 21. oktober − de første S-buslinjer oprettes af HT

### November
- 7. november - store dele af Universal Studios i Hollywood, USA, brænder. Ingen mennesker kommer noget til, men kulisserne til film som King Kong, Psycho, Hajen og TV-serien Kojak bliver ødelagt
- 9. november - Mary Robinson bliver Irlands første kvindelige præsident. Mary Robinson stiller op uden for partierne, men bliver støttet af Labour og det marxistiske parti.
- 13. november - Fremskridtspartiets stifter Mogens Glistrup bliver smidt ud af partiets Folketingsgruppe. To dage tidligere havde han meddelt, at han ville stifte et nyt parti - Trivselspartiet - som “en redningsplanke, hvis jeg - eller andre fremskridtsfolk, bliver ekskluderet”. Tre andre af Fremskridtspartiets folketingsmedlemmer følger Glistrup
- 15. november - NATO og Warszawapagten enes om at skrotte i alt 80.000 våbensystemer
- 19. november - Firmaet Nordisk Fjer standser betalingerne for senere at gå konkurs
- 22. november – Margaret Thatcher træder tilbage som engelsk premierminister
- 23. november - systemkritiker Václav Havel, Tjekkoslovakiet, opfordrer til generalstrejke
- 29. november - FN forlanger, at Irak forlader Kuwait inden den 15. januar 1991 eller risikere en militær aktion. Saddam Hussein afviser

### December
- 2. december - Tyskland afholder valg til Forbundsdagen
- 9. december - Lech Wałęsa vinder jordskredssejr i Polen i præsidentvalget
- 12. december – Folketingsvalg i Danmark.
- 16. december – Jean-Bertrand Aristide vælges som præsident i Haiti efter tre årtier med militært diktatur
- 20. december - Eduard Shevardnadze trækker sig tilbage fra posten som sovjetisk udenrigsminister
- 22. december - Lech Wałęsa tages i ed som polsk præsident
- 23. december - ved en folkeafstemning bestemmer Slovenien sig for at bryde ud af Jugoslavien
- 31. december -  det danske Casino Copenhagen åbner som det første herhjemme, med licens til at udbyde spil som blackjack og roulette

## Født

### Januar
- 7. januar – Liam Aiken, amerikansk skuespiller.
- 16. januar – Sofie Torp, dansk skuespillerinde.
- 29. januar – Nikolaj Stokholm, dansk stand up komiker.
- 30. januar – Jake Thomas, amerikansk skuespiller.

### Februar
- 3. februar – Sean Kingston, amerikansk skuespiller.
- 7. februar – Anna Abreu, finsk-portugisisk sangerinde.
- 21. februar – Cory Kennedy, amerikansk internet-berømthed.

### Marts
- 18. marts – Michael Damgaard, dansk håndboldspiller.
- 23. marts – Prinsesse Eugenie af York, engelsk prinsesse.

### April
- 3. april – Oliver Feldballe, dansk fodboldspiller.
- 5. april – Peter Balling, dansk håndboldspiller.
- 9. april – Kristen Stewart, amerikansk skuespillerinde.
- 10. april – Alex Pettyfer, britisk skuespiller.
- 15. april – Emma Watson, engelsk skuespillerinde.
- 23. april – Dev Patel, britisk skuespiller.
- 26. april – Jonathan dos Santos, mexicansk fodboldspiller.

### Maj
- 16. maj – Thomas Brodie-Sangster, engelsk skuespiller.
- 27. maj – Chris Colfer, amerikansk skuespiller.

### Juni
- 13. juni – Aaron Taylor-Johnson, engelsk skuespiller.
- 18. juni – Jeremy Irvine, engelsk skuespiller.
- 21. juni – Håvard Nordtveit, norsk fodboldspiller.

### Juli
- 4. juli – David Kross, tysk skuespiller.
- 11. juli – Caroline Wozniacki, dansk tennisspiller.
- 11. juli – Gustav Salinas, dansk tv-personlighed.
- 27. juli – Indiana Evans, australsk skuespillerinde.
- 28. juli – Soulja Boy Tell 'em, amerikansk rapper.

### August
- 1. august – Jack O'Connell, engelsk skuespiller.
- 9. august – Bill Skarsgård, svensk skuespiller.
- 10. august – Lucas Till, amerikansk skuespiller.
- 15. august – Jennifer Lawrence, amerikansk skuespillerinde.

### September
- 3. september – Stine Jørgensen, dansk håndboldspiller.
- 6. september – Marco Sørensen, dansk racerkører
- 13. september – Mads Kjøller-Henningsen, dansk folkemusiker.
- 19. september – Anders Brønholt, dansk musiker.
- 21. september - Mille Hundahl, dansk håndboldspiller.
- 21. september - Christian Serratos, amerikansk skuespiller.
- 21. september - Allison Scagliotti, amerikansk skuespiller.
- 22. september - Jakob Ankersen, dansk fodboldspiller.
- 22. september - Peter Ankersen, dansk fodboldspiller.
- 23. september - Delilah, engelsk sanger.
- 28. september – Rosalinde Mynster, dansk skuespillerinde

### Oktober
- 3. oktober – Maria Fisker, dansk håndbold.
- 10. oktober – Fanendo Adi, nigeriansk fodboldspiller.
- 21. oktober – Ricky Rubio, spansk basketballspiller.
- 29. oktober – Amarna Miller, spansk skuespillerinde.
- 29. oktober – Eric Saade, svensk sanger.
- 31. oktober – J.I.D, amerikansk rapper.

### November
- 8. november – Sofie Jo Kaufmanas, dansk skuespillerinde.
- 10. november - Aron Jóhannsson, amerikansk/islandsk professionel fodboldspiller.
- 30. november - Magnus Carlsen, norsk skakspiller.

### December
- 17. december - Abderrazak Hamed-Allah, marokkansk fodboldspiller.
- 20. december – JoJo, amerikansk sanger.
- 27. december – Milos Raonic, canadisk tennisspiller.
- 28. december – Sarah-Sofie Boussnina, dansk skuespillerinde.

## Sport
- 28. januar – Super Bowl XXIV San Francisco 49ers (55) besejrer Denver Broncos (10).
- 11. februar – James "Buster" Douglas Knockouter Mike Tyson og vinder dermed verdensmesterskabet i heavyweight boksning.
- 8. juli - Vesttyskland vinder VM i fodbold i Rom i Italien
- 10. oktober - i Idrætsparken vinder Danmarks fodboldlandshold 4-1 over Færøerne i en EM kvalifikationskamp. De danske mål blev scoret af Michael Laudrup (2), Lars Elstrup og Flemming Povlsen
- 26. oktober - amerikaneren Evander Holyfield bliver verdensmester i professionel sværvægtsboksning, da han i Las Vegas, USA, besejrer den forsvarende mester, landsmanden James Douglas på knockout i tredje omgang. Det er Holyfields 25. sejr i træk - og den 21. på knockout
- 26. november - fodboldspilleren Preben Elkjær spiller sin sidste kamp som topspiller, da Vejle Boldklub på hjemmebane møder B 1913. 33-årige Preben Elkjær, der spiller for Vejle, bliver i øvrigt vist ud i afskedskampen. Siden bliver Elkjær blandt andet tv-kommentator og fodboldtræner.
- Commonwealth Games afholdes i Auckland i New Zealand.

## Nobelprisen
- Fysik – Jerome I. Friedman, Henry W. Kendall, Richard E. Taylor
- Kemi – Elias James Corey
- Medicin – Joseph E Murray, E. Donnall Thomas
- 22. oktober - Litteratur – Octavio Paz
- Fred – Mikhail Sergeyevich Gorbachev
- Økonomi – Harry Markowitz, Merton Miller, William Sharpe

## Bøger
- Liberty and Power Harry L. Watson.

## Musik
- 5. maj – Italien vinder årets udgave af Eurovision Song Contest, som blev afholdt i Zagreb, Jugoslavien, med sangen "Insieme: 1992" af Toto Cutugno

- 21. september - Phish udgiver albummet Lawn Boy.
- 21. september - Indigo Girls udgiver albummet Nomads Idians Saints.

## Film
- Bananen - skræl den før din nabo (1990)
- Camping (1990)
- Casanova (1990)
- Dagens Donna (1990)
- Farlig leg (1990)
- Fuglekrigen i Kanøfleskoven (1990)
- Kajs fødselsdag (1990)
- Kys mor, skat! (1990)
- Lad isbjørnene danse (1990)
- Manden der ville være skyldig (1990)
- Perfect world (1990)
- Sangen om kirsebærtid (1990)
- Sirup (1990)
- Smykketyven (1990)
- Springflod (1990)